# آيت بوحدو تلمكتارت (آيت بومزيل أزغار)
آيت بوحدو تلمكتارت هو دُوَّار يقع بجماعة البرج، إقليم خنيفرة، جهة بني ملال خنيفرة في المملكة المغربية. ينتمي الدوّار لمشيخة آيت بومزيل أزغار التي تضم 7 دواوير. يقدر عدد سكانه بـ 207 نسمة حسب الإحصاء الرسمي للسكان والسكنى لسنة 2004.

## وصلات خارجية
- البوابة الوطنية للجماعات الترابية
- المندوبية السامية للتخطيط